# Обласні автомобільні шляхи Івано-Франківської області
Обласні автомобільні дороги Івано-Франківської області — автомобільні шляхи обласного значення, що проходять територією Івано-Франківської області України. Список включає усі дороги місцевого значення області, головним критерієм для визначення порядку слідування елементів є номер дороги у переліку.

## Перелік обласних автомобільних доріг у Івано-Франківській області
| Індекс та номер дороги | Найменування автомобільної дороги   | Протяжність, км | Опис | OpenStreetMap |
| ---------------------- | ----------------------------------- | --------------- | --- | ------------- |
| О090101                | Богородчани -Ланчин                 | 37,4            | Автошля́х О090101 — автомобільний шлях довжиною 37,4 км, обласна дорога місцевого значення у Івано-Франківській області. Пролягає по Івано-Франківському (10,2 км) та Надвірнянському (27,2 км) районах від селища міського типу Богородчани до селища міського типу Ланчин. Починається в селищі міського типу Богородчани на перетині з вулицею Шевченка, проходить через села Горохолина, Грабовець, Цуцилів, Волосів, Гаврилівка, Середній Майдан, Вишнівці. Закінчується в селищі міського типу Ланчин на перетині з Т 0905. По селищі міського типу Богородчани проходить по вулиці Петраша. В селищі міського типу Богородчани перетинає Н09 (вулиця Об'їзна). В села Цуцилів збігається з Т 0906, в селі Волосів - з О091302 (0,2 км), в селі Гаврилівка - з О091401. В селі Середній Майдан до шляху примикає О090705. Поблизу залізничного зупинного пункту Цуцилів перетинає залізничну колію лінії Івано-Франківськ - Делятин, в селищі міського типу Ланчин - залізничну колію лінії Коломия - Делятин (Івано-Франківська дирекція залізничних перевезень Львівської РФ Укрзалізниці). В селищі міського типу Богородчани перетинає річку Стебник, поблизу - річку Радчанка, в селі Горохолина - річку Горохолина, поблизу села Грабовець - річки Лукавець, Бистриця Надвірнянська, в селі Волосів - річку Стримба, в селі Гаврилівка - річку Велесничка, в селі Вишнівці - річку Товмачик. |               |
| О090102                | Богородчани -Чукалівка              | 17,6            | Автошля́х О090102 — автомобільний шлях довжиною 17,6 км, обласна дорога місцевого значення у Івано-Франківській області. Пролягає по , Івано-Франківському (17.3, км) району та місту Івано-Франківськ (0,3 км) від селища міського типу Богородчани до міста Івано-Франківськ. Починається в селищі міського типу Богородчани на перетині з вулицею Шевченка, проходить через села Похівка, Іваниківка, Радча, Чукалівка. Закінчується в місті Івано-Франківськ на перетині з вулицею Євгена Коновальця. По селищі міського типу Богородчани проходить по вулиці Олекси Гірника, в місті Івано-Франківськ по вулиці Олекси Довбуша. В селі Чукалівка перетинає Н10. В селищі міського типу Богородчани перетинає річку Стебник, поблизу - річку Радчанка, в селі Похівка - річку Млака, в селах Іваниківка і Радча - річку Похівка. |               |
| О090103                | Росільна -Надвірна                  | 25,0            | Автошля́х О090103 — автомобільний шлях довжиною 25,0 км, обласна дорога місцевого значення у Івано-Франківській області. Пролягає по Івано-Франківському (16,7 км) та Надвірнянському (8,3 км) районах від села Росільна до міста Надвірна. Починається в селі Росільна на перетині з Т 0902, проходить через села Космач, Маркова, Бабче, Молодків, селище міського типу Солотвин. Закінчується в місті Надвірна на перетині з вулицею Грушевського. В селищі міського типу Солотвин перетинає Р38. В селищі міського типу Солотвин перетинає річку Бистриця Солотвинська, в селі Маркова - річку Манявка, поблизу міста Надвірна - річку Бистриця Надвірнянська. На ділянці від села Молодків до міста Надвірна шлях знаходиться на проектній стадії. У вересні 2019, «ПБС» почали ремонт дороги Росільна — Надвірна. |               |
| О090301                | Більшівці -Княгиничі                | 45,2            | Автошля́х О090301 — автомобільний шлях довжиною 45,2 км, обласна дорога місцевого значення у Івано-Франківській області. Пролягає територією Івано-Франківського (45,2 км) району від селища міського типу Більшівці до села Княгиничі. Починається в селищі міського типу Більшівці на перетині з О091001, проходить через села Слобідка Більшівцівська, Демешківці, Німшин, Різдвяни, Старий Мартинів, Новий Мартинів, Тенетники, Чернів, Журів, Підмихайлівці, Воскресинці, Васючин, селище міського типу Букачівці. Закінчується в селі Княгиничі на перетині з М30. Поблизу села Слобідка Більшівцівська збігається з Н09. В селі Старий Мартинів перетинає Т 0910. Поблизу села Слобідка Більшівцівська та в селищі міського типу Букачівці поблизу станції Букачівці перетинає залізничну колію лінії Львів - Івано-Франківськ (Івано-Франківська дирекція залізничних перевезень Львівської РФ Укрзалізниці). Поблизу селища міського типу Більшівці перетинає річку Гнила Липа, в селах Чернів, Журів та поблизу села Воскресинці - річку Свірж. |               |
| О090302                | Вікторів - Майдан                   | 12,9            | Автошля́х О090302 — автомобільний шлях довжиною 12,9 км, обласна дорога місцевого значення у Івано-Франківській області. Пролягає територією Івано-Франківського (12,9 км) району від села Вікторів до села Майдан. Починається в селі Вікторів на перетині з О091303, проходить через село Височанка, закінчується в селі Майдан на перетині з Н10. По селі Майдан проходить по вулиці Лесі Українки. В селі Майдан двічі перетинає річку Луквиця. |               |
| О090303                | Галич - Цвітова                     | 29,6            | Автошля́х О090303 — автомобільний шлях довжиною 29,6 км, обласна дорога місцевого значення у Івано-Франківській області. Пролягає територією Івано-Франківського (15,8 км) та Калуського (13,8 км) районів від міста Галич до села Цвітова. Починається в місті Галич на перетині з Н09, проходить через села Залуква, Пукасівці, Курипів, Острів, Перлівці, Суботів, Мошківці, Сівка-Войнилівська, Лука, Цвітова. Закінчується на межі з Львівською областю. В селі Залуква до шляху примикає О090304, в селах Пукасівці і Мошківці - О090307. В селі Сівка-Войнилівська збігається з Н09 (1,1 км). Поблизу міста Галич перетинає річку Луква, між селами Залуква і Пукасівці - річку Лімниця, між селами Сівка-Войнилівська і Мошківці - річку Сівка. |               |
| О090304 стала Т-09-07  | Залуква - Боднарів                  | 18,6            | Автошля́х О090304 — автомобільний шлях довжиною 18,6 км, обласна дорога місцевого значення у Івано-Франківській області. Пролягає територією Івано-Франківського (16,1 км) та Калуському (2,5 км) районів від села Залуква до села Боднарів. Починається в селі Залуква на перетині з О090303, проходить через села Крилос, Комарів, Сапогів, Бринь. Закінчується в селі Боднарів на перетині з Н10. В селі Боднарів проходить по вулиці Галицька. В селі Комарів перетинає О091303. В селі Крилос до шляху примикає О091301. |               |
| О090305                | Кінашів - Нижня Липиця              | 17,4            | Автошля́х О090305 — автомобільний шлях довжиною 17,4 км, обласна дорога місцевого значення у Івано-Франківській області. Пролягає територією Івано-Франківського (17,4 км) району від села Кінашів до села Нижня Липиця. Починається в селі Кінашів на перетині з О091001, проходить через села Жалибори, Поділля, Діброва, Сарники. Закінчується в селі Нижня Липиця на перетині з О091001. В селі Діброва збігається з О091002. В селах Жалибори і Діброва перетинає річку Уїздянка. |               |
| О090306                | Насташине - Юнашків                 | 4,9             | Автошля́х О090306 — автомобільний шлях довжиною 4,9 км, обласна дорога місцевого значення у Івано-Франківській області. Пролягає територією Івано-Франківського (4,9 км) району від села Насташине до села Юнашків. Починається в селі Насташине на перетині з Н09, проходить через село Куничі, закінчується в селі Юнашків. Поблизу села Куничі перетинає річку Гнила Липа. |               |
| О090307                | Темирівці - Мошківці                | 18,4            | Автошля́х О090307 — автомобільний шлях довжиною 18,4 км, обласна дорога місцевого значення у Івано-Франківській області.Пролягає територією Івано-Франківського (17,9 км) та Калуського (0,5 км) районів від села Темирівці до села Мошківці. Починається в селі Темирівці, проходить через села Блюдники, Пукасівці, Курипів, Колодіїв. Закінчується в селі Мошківці на перетині з О090303. В селі Курипів до шляху примикає О090303. |               |
| О090401                | Вербівці - Підвисоке                | 14,7            | Автошля́х О090401 — автомобільний шлях довжиною 14,7 км, обласна дорога місцевого значення у Івано-Франківській області. Пролягає по Снятинському (1,9 км) та Городенківському (12,8 км) районах від села Вербівці до села Підвисоке. Починається в селі Вербівці, проходить через села Торговиця, Топорівці. Закінчується в селі Підвисоке. В селі Торговиця проходить по вулиці Шевченка. Поблизу села Вербівці перетинає Р24 В селі Торговиця перетинає річку Тополівка, в селі Топорівці - річку Белелуйка (Вікно). |               |
| О090402                | Городенка - Черемхів                | 49,2            | Автошля́х О090402 — автомобільний шлях довжиною 49,2 км, обласна дорога місцевого значення у Івано-Франківській області. Пролягає по Городенківському (23,0 км), Тлумацькому (12,8 км) та Коломийському (13,4 км) районах від міста Городенка до села Черемхів. Починається в місті Городенка на перетині з Р20, проходить через села Тишківці, Чортовець, Жуків, Жукотин, Коршів, Черемхів, селище міського типу Обертин. Закінчується на перетині з Н10. В місті Городенка перетинає Р24. В селищі міського типу Обертин збігається з Т 0904 (0,8 км) та з О090403 (0,3 км). В місті Городенка поблизу станції Городенка-Завод та за містом перетинає залізничну колію лінії Коломия - Стефаншети, в селі Черемхів залізничну колію лінії Івано-Франківськ - Коломия (Івано-Франківська дирекція залізничних перевезень Львівської РФ Укрзалізниці). Поблизу села Тишківці перетинає річку Гостилів, в селі Жуків - річку Чорнява. |               |
| О090403                | Лука - Коломия                      | 42,8            | Автошля́х О090403 — автомобільний шлях довжиною 42,8 км, обласна дорога місцевого значення у Івано-Франківській області. Пролягає по Городенківському (11,0 км), Тлумацькому (16,6 км) та Коломийському (15,1 км) районах та в місті Коломия (0,1 км) від села Лука до міста Коломия. Починається на кордоні з Тернопільською областю на перетині з О200305, проходить через села Незвисько, Гарасимів, Велика Кам'янка, Фатовець, Годи-Добровідка, П'ядики, селище міського типу Обертин. Закінчується в місті Коломия на перетині з Н10. В селі Незвисько збігається з Р20 (0,5 км), в селищі міського типу Обертин - з Т 0904 та з О090402 (0,2 км), в селі Годи-Добровідка - з О090703 (0,6 км). В селі Годи-Добровідка поблизу станції Годи-Турка перетинає залізничну колію лінії Івано-Франківськ - Коломия (Івано-Франківська дирекція залізничних перевезень Львівської РФ Укрзалізниці). В селі Лука перетинає річку Дністер, в селі Незвисько - річку Чортовець, в селищі міського типу Обертин - річку Чорнява, в селі Годи-Добровідка - річку Добровідка, біля села - річку Турка, в місті Коломия перетинає річку Косачівка. |               |
| О090501                | Долина - Верхній Струтинь - Лецівка | 26,2            | Автошля́х О090501 — автомобільний шлях довжиною 26,2 км, обласна дорога місцевого значення у Івано-Франківській області. Пролягає територією Калуського (26,2 км) району від міста Долина до села Лецівка. Починається в місті Долина на перетині з Н10 (вулиця Данила Галицького), проходить через села Оболоння, Верхній Струтинь, Ясеновець, Іванівка, Князівське, Дуба, Підлісся. Закінчується в селі Лецівка. В місті Долина проходить по вулицях Адама Міцкевича та Шептицького. В селі Верхній Струтинь збігається з О090502 (1,2 км). В місті Долина двічі перетинає річку Сівка, в селі Верхній Струтинь - річку Чечва, в селі Іванівка - річку Смерека, в селі Князівське - річку Цінівка, в селах Дуба і Лецівка - річку Дуба. |               |
| О090502                | Долина - Грабів - Цінева            | 29,2            | Автошля́х О090502 — автомобільний шлях довжиною 29,2 км, обласна дорога місцевого значення у Івано-Франківській області. Пролягає територією Калуського (29,2 км) району, від міста Долина до села Цінева. Починається в місті Долина на перетині з Р21 (вулиця Обліски), проходить через села Мала Тур'я, Грабів, Лоп'янка, Спас, Верхній Струтинь, Нижній Струтинь, селище міського типу Рожнятів. Закінчується в селі Цінева. В селі Мала Тур'я проходить по вулиці Тур'янська, в селищі міського типу Рожнятів - по вулицях Гагаріна, Вітовського, Рильського, Мазепи. В селі Верхній Струтинь збігається з О090501 (1,2 км), в селищі міського типу Рожнятів - з Т 0902 (вулиці Вітовського і Мазепи). Поблизу села Грабів перетинає річку Крива, в селі Лоп'янка - річки Манявка і Крива, в селі Спас - річку Чечва, в селищі міського типу Рожнятів та селі Цінева - річку Дуба. |               |
| О090503                | Вигода - Підбережжя                 | 16,4            | Автошля́х О090503 — автомобільний шлях довжиною 16,4 км, обласна дорога місцевого значення у Івано-Франківській області. Пролягає територією Калуського (16,4 км), від селища міського типу Вигода до села Підбережжя. Починається в селищі міського типу Вигода на перетині з Р21 (вулиця Данила Галицького), проходить через села Новоселиця, Княжолука, Тяпче. Закінчується в селі Підбережжя. В селі Тяпче збігається з Н10 (вулиця Лесі Українки) (1,0 км). В селищі міського типу Вигода перетинає вузькоколійну залізницю Карпатського трамваю. Поблизу залізничного зупинного пункту Свіча перетинає залізничну колію лінії Івано-Франківськ - Стрий (Івано-Франківська дирекція залізничних перевезень Львівської залізниці). Поблизу села Підбережжя перетинає річку Саджава. |               |
| О090601                | Голинь - Рожнятів                   | 10,5            | Автошля́х О090601 — автомобільний шлях довжиною 10,5 км, обласна дорога місцевого значення у Івано-Франківській області. Пролягає територією Калуського (10,5 км) району від села Голинь до селища міського типу Рожнятів. Починається в селі Голинь на перетині з Н10 (вулиця 600-річчя Голиня), проходить через села Тужилів, Сваричів. Закінчується в селищі міського типу Рожнятів на перетині з об'їзною дорогою. В селі Голинь перетинає річки Млинівка і Середня, в селі Тужилів - річку Чечва. |               |
| О090602                | Калуш - Осмолода                    | 54,9            | Автошлях О090602 - автомобільний шлях довжиною 54,9 км, загального користування обласного значення у Івано-Франківській області. Пролягає територією Калуського району км 0+000 - 54+861 (54,9 км). у тому числі: обслуговується комунальними службами Калуської міської ради км 0+000 - 0+505. |               |
| О090701                | Корнич - Завалля                    | 48,7            | Автошля́х О090701 — автомобільний шлях довжиною 48,7 км, обласна дорога місцевого значення у Івано-Франківській області. Пролягає по Коломийському (13,5 км) та Снятинському (35,2 км) районах від села Корнич до села Завалля. Починається в селі Королівка на перетині з Р24, проходить через села Корнич, Тростянка, Залуччя, Дебеславці, Ганнів, Троїця, Іллінці, Рудники, Видинів, Прутівка, Хутір-Будилів, Долішнє Залуччя. Закінчується в селі Завалля. В селах Корнич і Тростянка збігається з О090702 (5,2 км), в селі Іллінці - з Т 0904 (1,1 км), в селі Хутір-Будилів - з Т 0909 (0,1 км). Поблизу станції Видинів та в селі Хутір-Будилів перетинає залізничну колію лінії Чернівці - Коломия, між селами Долішнє Залуччя і Завалля - лінії Чернівці - Вижниця (Івано-Франківська дирекція залізничних перевезень Львівської залізниці). В селі Корнич перетинає річку Радилівка, між селами Корнич і Тростянка - річку Прут, в селі Тростянка - річку Грушів, між селами Залуччя і Дебеславці - річку Березівка, поблизу села Ганнів - річку Цуцулин, в селі Іллінці - річку Дубовець, в селі Рудники - річку Рибниця. |               |
| О090702                | Загайпіль - Пістинь                 | 37,4            | Автошля́х О090702 — автомобільний шлях довжиною 37,4 км, обласна дорога місцевого значення у Івано-Франківській області. Пролягає по Коломийському (30,1 км) та Косівському (7,3 км) районах від села Загайпіль до села Пістинь. Починається на перетині з Р24, проходить через села Загайпіль, Матеївці, Перерив, Корнич, Тростянка, Пилипи, Кропивище, Спас, Микитинці. Закінчується в селі Пістинь на перетині з Р24. Поблизу села Матеївці збігається з Н10 (1,8 км), в селах Корнич і Тростянка - з О090701 (5,2 км), в селах Кропивище і Спас - з О090704 (3,9 км). Поблизу села Загайпіль перетинає залізничну колію лінії Коломия - Стефанешти, поблизу станції Матіївці - лінії Чернівці - Коломия (Івано-Франківська дирекція залізничних перевезень Львівської залізниці). В селі Загайпіль перетинає річку Турка, в селі Перерив - річку Косачівка, в селі Корнич - річку Радилівка, між селами Корнич і Тростянка - річку Прут, в селі Тростянка - річку Грушів, в селах Пилипи і Кропивище - річку Березівка, в селі Спас - річку Пістинька. |               |
| О090703                | Коломия - Чернятин                  | 45,7            | Автошля́х О090703 — автомобільний шлях довжиною 45,7 км, обласна дорога місцевого значення у Івано-Франківській області. Пролягає по Коломийському (21,7 км) та Городенківському (23,9 км) районах та в місті Коломия (2,2 км) від міста Коломия до села Чернятин. Починається в місті Коломия на перетині з Н20, проходить через села Мала Кам'янка, Годи-Добровідка, Турка, Пищаче, Джурків, Росохач, Виноград, Острівець, Рогиня, Вікно. Закінчується в селі Чернятин на перетині з Р24 (вулиця Грушевського). В селі Годи-Добровідка збігається з О090403 (0,6 км), в селі Виноград - з Т 0904 (0,8 км). В селі Годи-Добровідка поблизу станції Годи-Турка перетинає залізничну колію лінії Івано-Франківськ - Коломия, в селі Острівець - лінії Коломия - Стефанешти (Івано-Франківська дирекція залізничних перевезень Львівської залізниці). Поблизу села Мала Кам'янка перетинає річку Косачівка, в селі Годи-Добровідка - річку Добровідка, в селі Турка - річку Турка, в селі Джурків - річки Грушка і Ставище, в селі Росохач - річку Чорнява. |               |
| О090704                | Нижній Вербіж - Цуцулин             | 26,1            | Автошля́х О090704 — автомобільний шлях довжиною 26,1 км, обласна дорога місцевого значення у Івано-Франківській області. Пролягає по Коломийському (18,6 км) та Косівському (7,5 км) районах від села Нижній Вербіж до села Цуцулин. Починається в селі Нижній Вербіж на перетині з Р24, проходить через села Спас, Кропивище, Гуцулівка, Трач, Цуцулин. Закінчується в селі Дебеславці на перетині з О090701. В селах Кропивище і Спас збігається з О090702 (3,9 км). В селі Нижній Вербіж перетинає річку Лючка, в селі Спас - річку Пістинька, в селі Кропивище - річку Березівка, в селах Дебеславці і Цуцулин - річку Цуцулин. |               |
| О090705                | Отинія - Середній Майдан            | 16,7            | Автошля́х О090705 — автомобільний шлях довжиною 16,7 км, обласна дорога місцевого значення у Івано-Франківській області. Пролягає по Коломийському (8,6 км) та Надвірнянському (8,1 км) районах від селища міського типу Отинія до села Середній Майдан. Починається в селищі міського типу Отинія на перетині з Н10, проходить через села Угорники, Струпків, Глинки. Закінчується в селі Середній Майдан на перетині з О090101. В селі Угорники перетинає залізничну колію лінії Івано-Франківськ - Коломия (Івано-Франківська дирекція залізничних перевезень Львівської залізниці). В селищі міського типу Отинія перетинає річку Сербин, в селі Струпків - річку Біленька, між селами Струпків і Глинки - річку Опрашина. |               |
| О090801                | Розтоки - Барвінків                 | 19,7            | Автошля́х О090801 — автомобільний шлях довжиною 19,7 км, обласна дорога місцевого значення у Івано-Франківській області. Пролягає по Косівському (10,9 км) та Верховинському (8,8 км) районах від села Розтоки до села Барвінків. Починається в селі Великий Рожин на перетині з Р62, проходить через села Розтоки, Білоберізка, Хороцеве. Закінчується в селі Барвінків на перетині з Р62. В селищі міського типу Білоберізка перетинає потоки Млинський і Сухий. |               |
| О090802                | Яблунів - Делятин                   | 33,3            | Автошля́х О090802 — автомобільний шлях довжиною 33,3 км, обласна дорога місцевого значення у Івано-Франківській області. Пролягає по Косівському (17,8 км) та Надвірнянському (15,5 км) районах від селища міського типу Яблунів до селища міського типу Делятин. Починається в селищі міського типу Яблунів на перетині з Р24, проходить через села Люча, Нижній Березів, Середній Березів, Лючки, Чорні Ослави, Білі Ослави, Заріччя. Закінчується в селищі міського типу Делятин на перетині з Н09 (вулиця 16-го Липня). В селі Заріччя проходить по вулиці Незалежності. В селищі міського типу Яблунів, в селах Середній Березів, Лючки перетинає річку Лючка, в селі Люча - річку Ведмедя, в селі Нижній Березів - річки Ласкунка і Лунга, в селі Середній Березів - річки Люча і Мала Лючка, в селі Чорні Ослави - річку Чорна Ослава, в селі Білі Ослави - річку Біла Ослава, між селами Заріччя і Білі Ослави - річки Раховець і Ясиновець, в селищі міського типу Делятин - річку Прут. |               |
| О090901                | Надвірна-Бистриця                   | 30,1            | Дані отримані з тендерної документації |               |
| О091001                | Лопушня - Медуха                    | 30,6            | Автошля́х О091001 — автомобільний шлях довжиною 30,6 км, обласна дорога місцевого значення у Івано-Франківській області. Пролягає територією Івано-Франківського (30,6 км) району від села Лопушня до села Медуха. Починається в селі Лопушня на перетині з М12, проходить через села Верхня Липиця, Нижня Липиця, Світанок, Підшумлянці, Старі Скоморохи, Нові Скоморохи, Нараївка, Кінашів, селище міського типу Більшівці. Закінчується на перетині з Т 0903. В селі Нижня Липиця до шляху примикає О090305, в селі Світанок - О091002, в селі Кінашів - О090305, в селищі міського типу Більшівці - О090301. В селі Лопушня перетинає залізничну колію лінії Стрий - Тернопіль (Тернопільська дирекція залізничних перевезень Львівської залізниці). В селі Верхня Липиця, між селами Старі Скоморохи і Нові Скоморохи, в селищі міського типу Більшівці перетинає річку Нараївка, в селі Кінашів - річку Уїздянка. |               |
| О091002                | Світанок - Бурштин                  | 14,3            | Автошля́х О091002 — автомобільний шлях довжиною 14,3 км, обласна дорога місцевого значення у Івано-Франківській області. Пролягає територією Івано-Франківського (14.3 км), району. Починається в селі Світанок на перетині з О091001, проходить через села Стефанівка, Діброва, Озеряни, Слобода, Коростовичі. Закінчується в місті Бурштин на перетині з Н09. В селі Діброва перетинає О090305. В селі Світанок перетинає річку Нараївка, в селі Діброва - річку Уїздянка, в місті Бурштин - річку Гнила Липа і проходить по дамбі Бурштинського водосховища. |               |
| О091201                | Попельники - Кобаки - Смодна        | 24,1            | Автошля́х О091201 — автомобільний шлях довжиною 24,1 км, обласна дорога місцевого значення у Івано-Франківській області. Пролягає по Снятинському (5,3 км) та Косівському (18,8 км) районах від села Попельники до села Смодна. Починається в селі Попельники на перетині з Т 0909, проходить через села Рибне, Кобаки. Закінчується в селі Смодна на перетині з Р24. В селі Кобаки збігається з Т 0904. В селі Рибне та поблизу села Кобаки перетинає річку Волиця. |               |
| О091301                | Єзупіль - Крилос                    | 10,6            | Автошля́х О091301 — автомобільний шлях довжиною 10,6 км, обласна дорога місцевого значення у Івано-Франківській області. Пролягає територією Івано-Франківського (10,6 км) району, від селища міського типу Єзупіль до села Крилос. Починається в селищі міського типу Єзупіль на перетині з Р20 (вулиця Степана Бандери), проходить через село Козина. Закінчується в селі Крилос на перетині з О090304 (вулиця Франка). В селищі міського типу Єзупіль проходить по вулиці Галицька. В селі Крилос перетинає Н09. В селищі міського типу Єзупіль перетинає залізничну колію лінії Львів - Івано-Франківськ (Львівська дирекція залізничних перевезень Львівської залізниці). Поблизу села Козина перетинає річку Кам'яна, в селі Крилос - річку Луква. |               |
| О091302                | Марківці - Назавизів                | 24,5            | Автошля́х О091302 — автомобільний шлях довжиною 24,5 км, обласна дорога місцевого значення у Івано-Франківській області. Пролягає територією Івано-Франківського (8,8 км) та Надвірнянського(15,7 км) районів, від села Марківці до села Назавизів. Починається в селі Марківці на перетині з Н10, проходить через села Липівка, Камінне, Волосів, Перерісль, Лісна Тарновиця. Закінчується в селі Назавизів на перетині з Т 0906. В селі Лісна Тарновиця до шляху примикає О091401. В селі Волосів збігається з О090101 (0,2 км). В селі Марківці поблизу станції Марківці перетинає залізничну колію лінії Івано-Франківськ - Коломия, в селі Назавизів - залізничну колію лінії Івано-Франківськ - Делятин (Львівська дирекція залізничних перевезень Львівської залізниці). В селі Липівка, поблизу села та двічі в селі Волосів перетинає річку Стримба. |               |
| О091303                | Сілець - Мединя                     | 15,7            | Автошля́х О091303 — автомобільний шлях довжиною 15,7 км, обласна дорога місцевого значення у Івано-Франківській області. Пролягає територією Івано-Франківського (15,7км) району від села Сілець до села Мединя. Починається в селі Сілець на перетині з Р20, проходить через села Вікторів, Комарів, Сокіл. Закінчується в селі Мединя. В селі Комарів перетинається з О090304. Поблизу села Сілець збігається з Н09 (0,3 км). В селі Вікторів перетинає річку Луквиця, в селі Комарів - річку Луква. |               |
| О091401 стала Т-09-08  | Тлумач - Лісна Тарновиця            | 47,0            | Автошля́х О091401 — автомобільний шлях довжиною 47,0 км, обласна дорога місцевого значення у Івано-Франківській області. Пролягає територією Івано-Франківського (17,2 км), Коломийського (14,8 км) та Надвірнянського (15,0 км) районів від міста Тлумач до села Лісна Тарновиця. Починається в місті Тлумач на перетині з Р20 (вулиця Кармелюка), проходить через села Колінці, Гринівці, Терновиця, Виноград, Нижня Велесниця, Гаврилівка, Парище, селище міського типу Отинія. Закінчується в селі Лісна Тарновиця на перетині з О091302. По місті Тлумач проходить по вулиці Тараса Шевченка. В селі Гаврилівка до шляху примикає О090101. В селищі міського типу Отинія збігається з Н10 (0,7 км), в селі Гаврилівка - з О090101 (2,1 км). В селищі міського типу Отинія поблизу станції Отиня перетинає залізничну колію лінії Івано-Франківськ - Коломия (Львівська дирекція залізничних перевезень Львівської РФ Укрзалізниці). В селі Колінці перетинає річку Хрус, в селищі міського типу Отинія - річку Опришина, поблизу села Виноград - річку Стебник, в селі Гаврилівка - річку Велесничка, в селі Парище - річку Чорний, поблизу села - річку Ворона, в селі Лісна Тарновиця - річку Стримба. |               |
| О091501                | Болехів - Козаківка                 | 19,0            | Автошля́х О091501 — автомобільний шлях довжиною 19,0 км, обласна дорога місцевого значення у Івано-Франківській області. Пролягає територією Калуського району від міста Болехів до села Козаківка. Починається в місті Болехів на перетині з Н10 (вулиця Данила Галицького), проходить через села Тисів, Поляниця, Буковець. Закінчується в селі Козаківка. По місту Болехів проходить вулицею Євгена Коновальця. В селі Тисів перетинає річку Сукіль, у селі Поляниця - річку Бобровець, у селі Козаківка - річку Бесарабка. |               |